# Cantua pyrifolia
Cantua pyrifolia är en blågullsväxtart som beskrevs av Antoine Laurent de Jussieu. Cantua pyrifolia ingår i släktet Cantua och familjen blågullsväxter. Inga underarter finns listade i Catalogue of Life.

## Bildgalleri

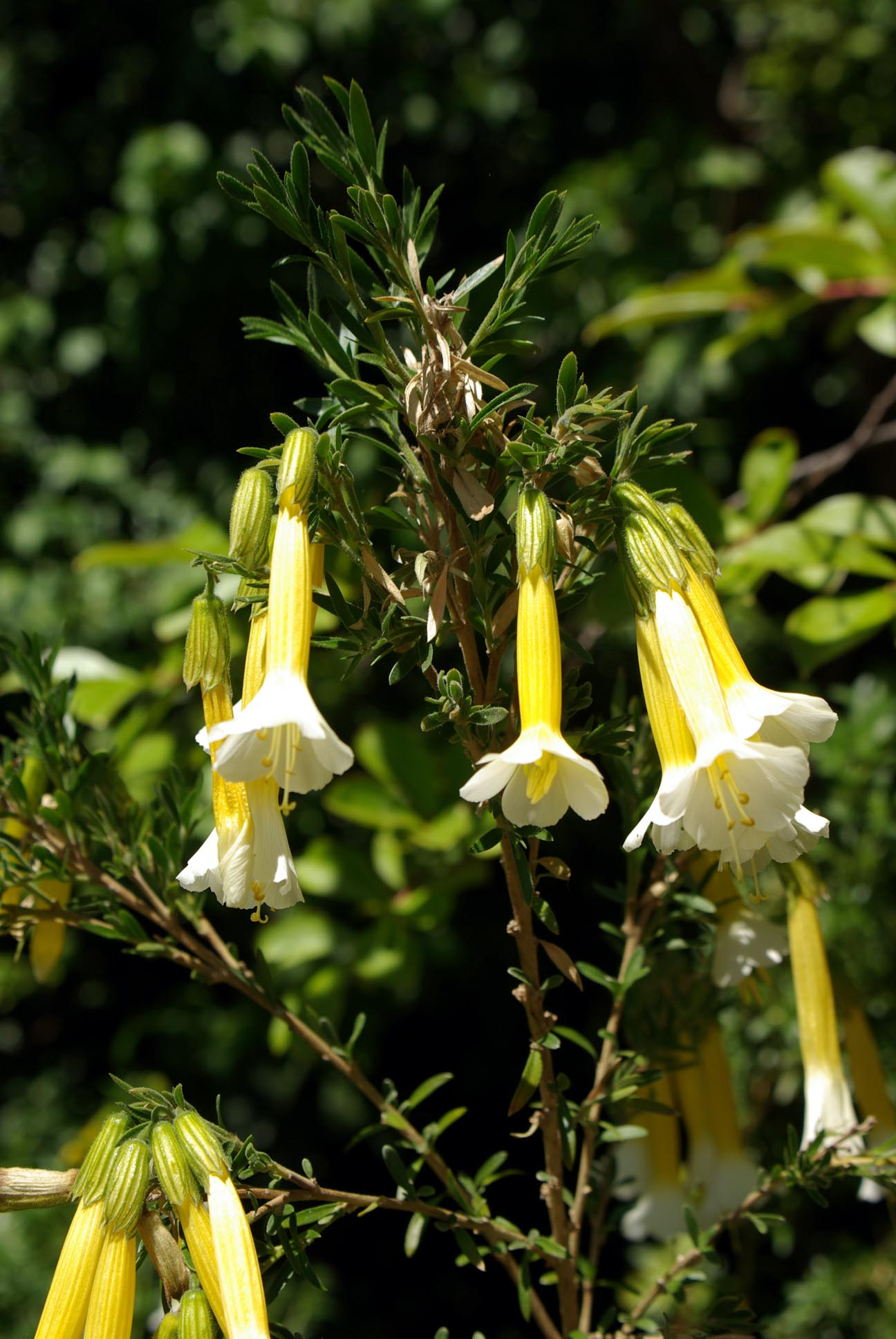